# Gourfaleur
Gourfaleur település Franciaországban, Manche megyében. Lakosainak száma 459 fő (2018. január 1.). Gourfaleur Saint-Lô, Baudre, La Mancellière-sur-Vire, Saint-Ébremond-de-Bonfossé, Saint-Romphaire és Bourgvallées községekkel határos.

## Népesség
A település népességének változása:
| Lakosok száma | 389  | 387  | 526  | 474  | 432  | 434  | 461  | 470  | 455  | 459  |
|               | 1962 | 1968 | 1982 | 1990 | 1999 | 2008 | 2011 | 2013 | 2017 | 2018 |